# Stolas (género)
Stolas es un género de escarabajos de la familia Chrysomelidae. El género fue descrito científicamente primero por Billberg en 1820. Esta es una lista de especies perteneciente a este género:
- Stolas armirantensis Borowiec, 1999
- Stolas discoides (Linnaeus, 1758)
- Stolas echoma Borowiec, 1998
- Stolas erectepilosa Borowiec, 1998
- Stolas flavomarginata Borowiec, 1999
- Stolas helleri (Spaeth, 1915)
- Stolas imitatrix Borowiec, 1999
- Stolas intermedia Borowiec, 1999
- Stolas naponensis Borowiec, 1998
- Stolas nigrolineata (Champion, 1893)
- Stolas perezi Borowiec, 1998
- Stolas sanguineovittata Borowiec, 1998
- Stolas sanramonensis Borowiec, 2005
- Stolas scrobiculata (Boheman, 1850)
- Stolas zumbaensis Borowiec, 1998